# Karalar, Havran
Karalar là một xã thuộc huyện Havran, tỉnh Balıkesir, Thổ Nhĩ Kỳ. Dân số thời điểm năm 2010 là 90 người.